# 鄭毓秀

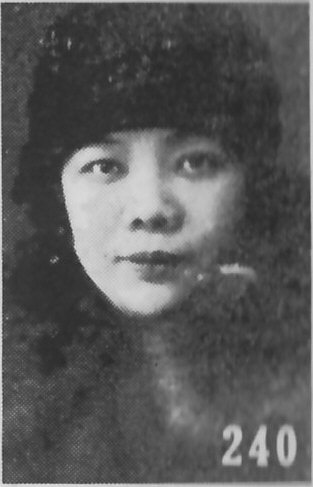

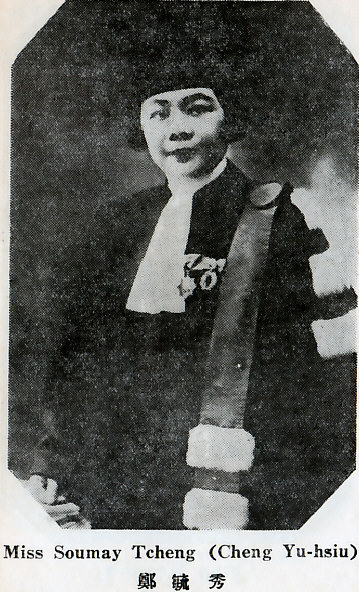

鄭毓秀（1891年3月20日—1959年12月16日），別名蘇梅，女，广东省新安县西乡乡屋下村（今为深圳市宝安区西乡街道乐群村）人，是中國歷史上第一位女性博士、第一位女性律師、第一位省級女性政務官及地方法院女性院長與審檢兩廳廳長。

## 生平

### 革命与留学
鄭毓秀的父亲是清朝户部官僚郑文治，家境富裕。鄭毓秀幼年學習儒學，研讀四書五經，後來到天津市由美國女傳教士主持的天津崇實女塾教會学校念書，開啟對西方生活及西式教育的認識。1905年（光緒31年），她到日本留学，其間經廖仲愷介紹加入中国同盟会。1911年（宣統3年）歸国，擔任革命派暗殺要人任務的聯絡員等職務，曾參加京津同盟会分会暗殺袁世凱計劃。1912年（民国元年）1月，暗殺袁世凱行動開始前，受到京津同盟会分会的緊急指示而中止，改爲刺殺良弼而取得成功，鄭毓秀在其中也作出了貢獻。
同年中，鄭毓秀到法國勤工儉学。1914年，她在巴黎學習法律，1917年得到巴黎大學法学碩士学位，隨即加入法國法律協會。1919年，據説出席巴黎和會的中国代表團在壓力下準備簽署凡爾賽条約，時任代表團随員的鄭毓秀在簽字日的前日即6月27日組織留学生数百人包圍首席代表陸徵祥养病所在的圣·克卢德医院，要求中國拒絕簽字。1925年，她獲得巴黎大学法学博士学位，成爲中國歷史上第一位女性法學博士，也是目前有確切資料可查的中國歷史上第一位女性博士。此後她被北京政府任命為駐欧調査委員，同年中歸国。

### 歸国後的活動
歸国後，她和留学時代的友人魏道明在上海公共租界合作開設律師事務所。她也成爲中国歷史上第一位女性律師。1926年（民国15年），南方政府派的大学教授楊杏佛被上海当局逮捕之際，鄭毓秀担任其辯護律師，使其獲得釋放。同年4月，她當選西山会議派的国民党第二届候补中央监察委员。
1927年（民国16年）4月，鄭毓秀任江蘇省政務委員会委員，年末成爲上海臨時法院院長，但未就任。政治前途上，她接連被遴選為國民黨上海市黨部委員，江蘇省政務委員會委員，並升任到江蘇地方檢察廳廳長。此外，她還兼上海法政大学校長。同年8月，她和魏道明結婚。1928年，她任国民政府駐欧特使，特别負責中国和法国的雙邊友好事務。同年中歸国，11月任立法院立法委員，是51名立委中仅有的两名女性之一（另一位為宋美龄）。其間她任民法編纂委員，為五位編纂委員中唯一的女性，在起草中華民國民法草案時特別提出增加多條女性權利保護条文。

### 晚年
以後鄭毓秀曾任建設委員会委員、賑災委員会委員。抗日戰争爆發後，她兼教育部次長。1942年，其夫魏道明任駐美國大使，她随行赴美國。1943年她任各国援華会名誉主席。戰後，她和魏道明一同回国。民国37年（1948年）1月，郑毓秀投身第一届立法委员的选举，角逐上海市全国分区立委。并于1月28日，获得全市152,275张选票，当选上海市的立法委員。魏辞任台湾省政府主席後的1948年（民国37年）末，夫婦一同移居巴西。後來因商業失敗等原因，她們夫婦又一同到了美國。
1954年，鄭毓秀發現罹患癌症。1959年12月16日，鄭毓秀在美国加利福尼亚州洛杉矶市去世。享年68歲。

## 家庭
- 丈夫：魏道明
- 孫女：楊盼盼[5]

### 引用
1. ↑  革命老人鄭雪案病逝. 華僑日報. 1978-11-25. 第三張第二頁.
2. 1 2  . 半岛晨报. 中新网. 2011-04-11. （原始内容存档于2023-01-07）.
3. ↑  蔡登山. . 全國新書資訊網. 2009-12. （原始内容存档于2023-01-07）.
4. ↑  . 2022-07-31  [2022-07-31] （中文）.
5. ↑  王志強. . No. 2035. 明報周刊. 2007-11-10.

### 來源
- 徐友春 主編. . 河北人民出版社. 2007. ISBN 978-7-202-03014-1.
- 劉国銘 主編. . 团结出版社. 2005. ISBN 7-80214-039-0.
- 東亜問題調査会. . 朝日新聞社. 1941.